# 透明人間現わる
『透明人間現わる』（とうめいにんげんあらわる）は、1949年（昭和24年）9月25日に大映が公開した日本の特撮映画。モノクロ、スタンダードサイズ、87分、検閲認証番号：10661（本編）/10641（予告編）。大映が特撮の大家である円谷英二の戦後復帰作として大映京都撮影所で制作した、日本初の大トリック映画でもある。

## あらすじ
神戸の山の手に構える中里化学研究所の中里謙造博士は、弟子の瀬木恭介と黒川俊二に研究を競わせ、先に成功した者に褒美を与えると約束した。瀬木も黒川も、中里博士の令嬢である真知子との結婚を望んでいた。黒川は物体を透明にする薬品を研究中だったが、中里博士はそれをすでに発明しており、マウスやネコなど多くの動物で実験に成功していたものの、人間には試していなかった。それは、元に戻す還元薬がまだできていなかったこと、そして透明薬の副作用によって生物の神経に異常をきたして凶暴にするためである。そのため、透明化薬のことは弟子にも秘密にしていたのだ。
ある日、研究所を訪れた出資者である自称薬品会社社長の河辺一郎は、中里博士から透明化薬の秘密を聞き出し、悪用することを思いつく。河辺は、時価800万円の宝石「アムールの涙」に執心していたのである。ある晩に、覆面をした2人の男性が拳銃を持って研究室に現れ、中里博士は車でどこかへ連れ去られた。後には、「数日出かけるので警察に届けるな」という中里博士の書き置きが残された。研究所を訪れた河辺は、黒川に大金を渡して旅行を勧めた。黒川のアパートに、中里博士の使いと称する男性が現れ、それから黒川も消息を絶つ。
やがて、宝石店天宝堂に顔を包帯でグルグル巻いた男性が現れた。その男性は、店員の一人と面談して「中里謙造」の名刺を渡し、ダイヤ「アムールの涙」を渡せと脅すと、包帯を解いて透明人間となって店員を襲い、ダイヤの持ち主を訊きだして姿を消した。続いて、夜の街にて透明人間が浮浪者から服を奪うが警官たちに追われ、服を捨てて姿を消す。また、ダイヤの持ち主である長曾我部君子とその友人で花形女優の水城龍子がいる部屋が透明人間に襲われたが、龍子の機転によってダイヤは無事だった。
恐るべき透明人間の存在が新聞によって報道され、その正体は中里博士であるという風聞が広まる。研究所を警察に調べられ、真知子は思い悩む。兵庫県警の松原捜査主任は、研究室の薬品と資料の秘密戸棚を見つけ出し、中里博士の日記に「私が失踪したら、研究の権利を河辺一郎に譲る」と書かれていることに注目する。日記からは、透明化薬を使ったら死ななければ元には戻れないことが判明する。真知子が瀬木にアプローチしているところに河辺が訪れ、瀬木と真知子の仲を裂こうと画策して瀬木に「黒川君は誘拐されたんだよ」と教えたため、瀬木は河辺に疑念を持ち、警察を訪れて松原捜査主任に相談する。その結果、河辺の正体が宝石ブローカー団のボスであることが判明する。
河辺はダイヤを預かっている龍子に接近し、瀬木は河辺が怪しいことを龍子に告げ、協力を依頼する。河辺は龍子からダイヤを預かった真知子を車で連れ出させ、途中で包帯男に奪わせる。その包帯男は河辺の部下であり、中里博士に罪を着せつつダイヤを奪おうとしたが、松原捜査主任が張り込みさせた警官たちに捕縛される。そこへ透明人間が現れ、包帯男を口封じに刺殺してダイヤを一味に届けるが、一味は偽ダイヤと知る。
瀬木がいる研究室に透明人間が現れ、正体を明かす。それは黒川であり、透明人間が中里博士でないと知った瀬木は安堵する。透明人間・黒川がタバコの煙を燻らせながら、いきさつを話し出す。数日前、中里博士の使いと称する男性たちに連れ去られていた黒川は、中里博士の身代わりの実験台として、元の姿に戻れる還元薬があると信じ込まされたまま、透明化薬を処方して透明人間になった。一味は「アムールの涙」を奪ってきたら還元薬を渡すと偽り、凶暴になりつつあった彼を使ってダイヤを手に入れようとしていたのだ。黒川から「還元薬をくれ」と言われるが、瀬木は還元薬が完成していないことと、死ななければ元の姿に戻れない事実を言い出せない。そこへお茶を持ってきた真知子は、そこに黒川がいるとは知らずに、瀬木に求愛する。真知子に裏切られたと思った黒川は、窓を突き破って去る。
河辺がいる前で、龍子は透明人間が偽ダイヤに気づかなかったことを嘲笑する。河辺は中里博士が見つかって保護していると言いだし、龍子が席を外した隙にダイヤを身に着けた真知子を、龍子の家から車で連れ出す。龍子・瀬木・松原捜査主任が集まり、河辺が真知子を自邸に連れ去ったと知る。それを窓の外で立ち聞いた黒川は、警察のサイドカーを奪って河辺邸へ急ぐ。運転手の姿が見えないまま、サイドカーは警官たちの制止を振り切って走る。
河辺邸にて、河辺は真知子を部屋に閉じ込め、ダイヤを奪って彼女を得ようとする。中里博士が地下室にいると立ち聞きした包帯男が、地下室へ降りて縛られていた中里博士を助ける。一方、河辺が真知子を襲う部屋には透明人間が現れて河辺を部屋から追い払い、真知子からダイヤを奪う。透明人間は、河辺ら一味がいる部屋にダイヤを届けて還元薬を要求するが、河辺は「還元薬はない。中里博士にだまされたんだよ」とうそぶく。透明人間は、中里博士を呼びながら地下へ降りる。中里博士を助けた包帯男の正体は黒川の妹・龍子だった。中里博士は、透明人間の声からその正体が黒川と悟り、龍子も驚く。
松原捜査主任が指揮する警官隊が河辺邸を包囲し、捕り物・銃撃戦になる。河辺は、松原・瀬木らの追及にしらを切り、海辺で拳銃を振りかざして逃れようとする。河辺に騙されていたと知った黒川は拳銃を奪い取って河辺を射殺し、松原捜査主任は黒川に「君も犯した罪からは逃れられない」と通告する。拳銃を振りかざして逃げようとする透明人間に、龍子は止めようとすがり付く。黒川と警官隊の銃撃戦を経て、龍子は黒川の銃弾で負傷した松原捜査主任に兄を射殺してくれと頼む。銃撃の末、透明人間は苦しみだして海へ入る。やがて、海面に浮かんできた遺体は、元の黒川の姿に戻っていた。
一同が海辺に立つ中、中里博士が「自分の研究により世間を騒がせて申し訳ない」と松原捜査主任に謝り、物語は幕を下ろす。

## 概要
原案は髙木彬光の児童向けSF小説『覆面紳士』だが、本作品では名探偵神津恭介の出番は削られ、ストーリーも異なるものとなった。
透明人間とは、H・G・ウェルズがSF小説『透明人間』（The Invisible Man、1897年）において創造したキャラクターであり、特殊な薬品によって姿が透明になった科学者が数々の事件を起こすという筋立てである。本作は、1933年公開のユニバーサル映画作品『透明人間』を研究して作られており、顔を包帯でグルグル巻いた男性がそれをほどくと透明になっているという点が共通している。
本作は当初、奥田久司によって『透明魔』と仮題された。奥田によると、ちょうど東宝を公職追放されてフリーだった円谷英二が京都にいたので企画を見せて協力を乞うたところ、「これ絶対面白いから、私協力します」と約束してくれた。おかげで企画が通り、円谷の戦後本格復帰第1作映画が製作されることとなったという。公開当時、透明人間がタバコを吸う特撮シーンが評判になった。このほか、透明人間が拳銃を発射するシーンや、サイドカーを運転する特撮シーンなどもある。
のちに「特撮の神様」と呼ばれることになる円谷にとって、本作はキャラクター物としては『ゴジラ』（1954年）以前の初期代表作とも評されている。しかし、円谷は本作での力量不足を理由に大映への入社を断っており、その後は東宝の『透明人間』で同じ題材に再挑戦している。
報道資料によると小学生向けに作られたものであったが、字幕に「科学に善悪はありません。たヾそれを使う人の心によって善ともなり、悪ともなるのです。」のメッセージが示され、大人の鑑賞に耐えうる作品として制作されている。
本作では、松竹歌劇団の男役スターだった（当時は退団）水の江滝子のレヴューが見られる。戦後の占領期は剣劇禁止であったため、時代劇のスターであった月形龍之介が現代劇で発明家の科学者を演じている。のちに大映の化け猫映画『怪談佐賀屋敷』（1953年）で悪家老・磯早豊前役を演じる杉山昌三九が、「杉山剛」として悪役を演じている。

## キャスト
- 中里眞知子：喜多川千鶴
- 水城龍子：水の江滝子
- 瀬木恭介：夏川大二郎
- 松原捜査主任：羅門光三郎
- 中里謙造：月形龍之介
- 河辺一郎：杉山剛
- 黒川俊二：小柴幹治
- 杉本音治：上田𠮷二郎
- 谷本長吉：上田寛
- 宮沢梅夫：南部章三
- 畑中義平：荒木忍
- 笹谷敬三：伊達三郎
- 別荘番弥吉：葉山富之輔
- 鈴木刑事：藤川準
- アパート管理人太田：芝田総二
- 店貟山口：矢野武男
- 商人佐々木：玉置一恵
- 酔漢：湯浅豪啓
- 山下実：片桐恒男
- 木下辰三：清水明
- 田中刑事：由利道夫
- 巡廻の警官：志賀明
- 店貟𠮷田：滝川恭
- 𠮷村健吉：郷田三郎
- 警官：山田智也
- 長曾我部君子：大美輝子
- 中里素子：髙原朝子
- 中里敏子：六條奈美子
- 店貟鈴木：上野陽子
- ファン少女：富士原比那子
- ファン少女：白木伸子

## スタッフ
- 企画：奥田久司
- 原案：髙木彬光
- 脚本：安達伸生
- 撮影：石本秀雄、大北治三郎
- 音楽：西梧郎
- 録音：大角正夫、倉島暢
- 特殊撮影：円谷英二
- 美術：中村能久
- 照明：岡本健一
- 編集：西田重雄
- 装置：𠮷原多助
- 装飾：水谷秀太郎
- 背景：小倉清三郎
- 記録：牛田二三子
- 美粧：日樫嘉雄
- 結髪：中井つる
- 衣裳：長谷川綾子
- スチール：小牧照
- 演技事務：久松健二
- 進行：大橋和彦
- 製作主任：安達畄雄
- 監督：安達伸生、福島茂博

## ソフト化
- 2005年12月22日に、角川エンタテインメントからDVDが発売されている[6]。